# 경방

태극성 광목(1922년)

경방(京紡, 한국: 000050)은 일제강점기 때인 1919년에 설립된 대한민국의 기업이다. 주로 섬유 제품을 생산하며 백화점 사업을 맡고 있다. 경방타임스퀘어를 운영한다.
1919년 10월 5일 김성수가 주식 2만 주를 발행하고 1인 1주 운동을 벌여 세운 경성방직주식회사(京城紡織株式會社)가 효시이며 박영효가 초대 사장을 지냈다. 대한민국 근대 제조업에서 독자적인 입지를 차지하였으며 1970년 7월 14일 사명을 경방으로 변경하였다.

## 계열사
- 경방어패럴
- 경방베트남

## 이전 계열사
- 경방유통
- 우리홈쇼핑
- 태평증권
- 경방기계
- 경방크로바
- 한강케이블TV
- 경방재팬

## 같이 보기
- 김성수
- 김연수
- 경방필백화점(현 신세계백화점 영등포점 패션관)
- 김용완
- 타임스퀘어(EX:T홍대)
- 동아일보
- 삼양사